# Kansas City (Lied)
Kansas City, auch K C Loving ist ein Blues-Titel aus dem Jahr 1952, der von Jerry Leiber und Mike Stoller für Little Willie Littlefield geschrieben und später zu einem Standard des Rhythm and Blues und Rock ’n’ Roll wurde. Das Lied erreichte erst im Jahr 1959 die Charts in den Versionen von Wilbert Harrison, Rocky Olson, Hank Ballard und Little Richard.

## Entstehungsgeschichte
Ein entfernter Verwandter des Songs ist Jim Jacksons Jim Jackson’s Kansas City Blues, aufgenommen am 10. Oktober 1927 in Chicago. Sein textlicher Inhalt war die Ideenvorgabe für die spätere Leiber/Stoller-Komposition. Weitere Coverversionen folgten bereits am 17. Dezember 1927 von Lonnie Johnson, am 21. Januar 1928 von Willie Jackson, William Harris am 9. Oktober 1928 und Blind Jesse Harris als Kansas City in einer Aufnahme des Library Of Congress vom 25. Juli 1937. Alle Fassungen verfehlten die Hitparaden. Damit war Kansas City (Missouri) in den musikalischen Mittelpunkt gerückt, was wenig später durch den Kansas-City-Jazz verstärkt worden war.
Das junge Songschreiber-Duo Leiber/Stoller traf 1952 in New York den Produzenten Ralph Bass, der gleichzeitig das neu gegründete Label Federal Records leitete, ein Tochterlabel von King Records. Zum Label gehörten unter anderem Little Esther, Johnny Otis und seit Februar 1952 auch Little Willie Littlefield. Für letzteren erhielten Leiber/Stoller den Auftrag, einige Kompositionen zu Plattenaufnahmen mitzubringen.
Stoller entwickelte am Klavier auf dem Konzept eines 12-taktigen Blues eine Melodie, konnte sich zunächst jedoch nicht entscheiden, ob er den Song im melodischen oder traditionellen Blues verfassen sollte. Er entschied sich für die melodische Fassung, die den Weg für spätere Rock-’n’-Roll- und Pop-Versionen ebnete. Leiber sang spontan einen Text über die Stadt Kansas City, der über einen Mann erzählt, den es wegen einer Frau nach Kansas City zieht, selbst wenn er dahin zu Fuß gehen muss. Zitiert wird die Ecke 12th Street/Vine Street im ehemaligen Jazz-Bezirk, einem der Zentren des frühen Jazz von Charlie Parker. Leibers Idee war auch, Littlefield einen traditionellen Blues mit dieser geografisch-musikalischen Konnotation anzubieten. Stoller hingegen wünschte sich eine ungewöhnlichere Melodieführung mit hohem Wiedererkennungswert auch bei rein instrumentalem Vortrag. Bei der folgenden Auseinandersetzung der kongenialen Partner über Authentizität von Bluestiteln setzte sich der Komponist mit seiner extravaganten und beschwingten Melodieführung durch.

## Aufnahme und Veröffentlichung

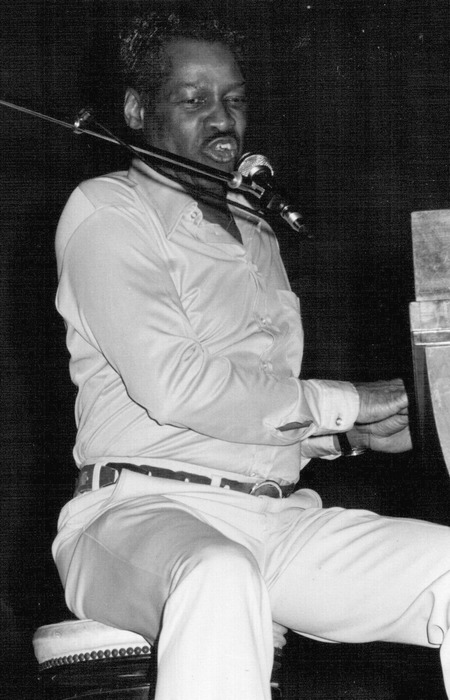
Little Willie Littlefield 1980 in Frankreich

Leiber und Stoller trafen sich mit Littlefield im Haus von Maxwell Davis, dem damaligen Bandleader bei Federal Records, um ihm das neue Stück zu präsentieren. Der Gastgeber sorgte am 15. August 1952 für ein Arrangement und spielte selbst das Tenorsaxophon. Dazu kamen mit Jewell Grant am Baritonsaxophon, Herman Mitchell an der Gitarre, Ralph Hamilton am Bass und Jesse Sailes am Schlagzeug renommierte Studiomusiker. Der Label-Mitbesitzer Ralph Bass änderte für die Veröffentlichung den Titel in K. C. Loving, was nach seiner Meinung ansprechender als Kansas City klang. Mike Leadbitter war 1973 der Meinung, Little Willie Littlefield sei der Autor des Stückes und habe die Song-Credits in einem Moment der Schwäche an Leiber und Stoller verkauft.
Als erstes Aufnahmedatum für Littlefield war der 18. August 1952 in Los Angeles anberaumt. Auf der Grundlage der zwölftaktigen Bluesstruktur wurde Littlefield von Maxwell Davis und den anderen Studiomusikern begleitet. In derselben Session nahm Littlefield noch die Leiber/Stoller-Kompositionen Pleading At Midnight (B-Seite von K C Loving) und Striking on You Baby / Blood is Redder Than Wine auf. Nach Veröffentlichung am 29. Dezember 1952 (Federal #12110) wurde der Titel wie die bisherigen Littlefield-Platten chartmäßig nicht wahrgenommen.

## Millionenseller

Wilbert Harrison – Kansas City

Bobby Robinson produzierte mit Wilbert Harrison das im Rockabilly-Stil arrangierte Kansas City / Listen, My Darling (Fury #1023), aufgenommen in den New Yorker Bell Sound Recording Studios für 40 US-Dollar Studiokosten. Die Aufnahmesession mit Harrison fand am 25. Februar 1959 statt, begleitet wurde er vom Gitarristen „Wild“ Jimmy Spruill mit einem stacheldraht-scharfen Gitarrensolo und King Curtis (Tenorsaxophon), Harrison spielt Piano. In weniger als einer halben Stunde entstand der Song gegen Ende der Aufnahmesession. Nach der Veröffentlichung am 23. März 1959 gelangte die Single am 13. April 1959 in die Pophitparade, wo sie ab 18. Mai 1959 für zwei Wochen Rang eins, gar sieben Wochen in den Rhythm-&-Blues-Charts, belegte. Sie konnte sich gegen vier zeitgleich erschienene Versionen von Hank Ballard & the Midnighters, einer Wiederveröffentlichung von Littlefields Original, Rocky Olson und Ronald & The Rebels durchsetzen. 
Kurz nach dem Erscheinen der Single veröffentlichte Chess Records eine ähnliche Version mit Rocky Olson und versuchte, durch Druck auf die lokalen Disk Jockeys des Mittleren Westens der Fury-Platte Konkurrenz zu machen. Olsons Kansas City erreichte aber nur den sechzigsten Platz der Charts. Bis Ende 1959 wurden von Harrisons Version über drei Millionen Exemplare verkauft. Harrison blieb vor allem wegen dieses einen Hits in Erinnerung. Bobby Robinson, der Besitzer des Independent-Labels Fury Records, schlug einige Angebote von Vertriebsgeschäften mit größeren Labels aus.

## Rechtsstreitigkeiten
Nachdem sich Harrisons Version so erfolgreich vermarkten ließ, wurde er von Savoy Records auf $ 1 Million Schadensersatz wegen Vertragsbruchs verklagt. Herman Lubinsky, Inhaber von Savoy Records, behauptete, sein ehemaliger Vertragskünstler Harrison stünde weiterhin bei ihm unter Vertrag und habe unrechtmäßig für Fury aufgenommen. Das Gericht entschied 1959 zunächst, dass Wilbert Harrison bei Fury Records vorerst keine Platten bis zur Beendigung des Rechtsstreits veröffentlichen durfte. Deshalb gab es bei Fury Records keine echte Nachfolgesingle, als Ersatz bot das kleine Label Glades eine Single an, die jedoch erfolglos blieb.
Im Jahr 1961 bekam Savoy Records Recht, weil mit Harrison ein rechtsgültiger Plattenvertrag bestanden hätte. Fury Records durfte den Song zwar aufnehmen lassen, nicht jedoch auf dem eigenen Label veröffentlichen. Deshalb wurde Herman Lubinsky gerichtlich im Jahr 1961 ein Schadensersatz von $ 13.500 zugesprochen, Fury durfte ab sofort wieder Littlefield-Platten veröffentlichen. Doch Harrison hatte längst den Anschluss an seinen Erfolg verpasst.

## Statistik, Coverversionen und Auszeichnungen
Kansas City, dessen urheberrechtlich registrierter Titel weiterhin K C Loving heißt, erhielt einen BMI-Award. Alleine unter dem Titel Kansas City listet BMI im September 2023 insgesamt 469 verschiedene Kompositionen auf.
Weitere Konkurrenz entstand durch den Rock-’n’-Roll-Sänger Little Richard, der den Titel bereits bei seiner ersten Session für Specialty Records am 14. September 1955 mit der Studio-Band unter der Leitung von Bumps Blackwell in mehreren Takes aufgenommen hatte. Auf Platte erschien aus dieser Session zeitnah nur Little Richards Durchbruch-Hit Tutti Frutti. Erst als Richard seine musikalische Karriere 1957 unterbrochen hatte, veröffentlichte Specialty 1959 bisher zurückgehaltenes Material in Form des Albums The Fabulous Little Richard. Die veröffentlichte Version von Richards Kansas City enthielt eine Strophe, die im Mai 1956 zu Hey-Hey-Hey-Hey ausgebaut wurde. Im Juni 1959 erreichte Little Richards Version in den britischen Charts Platz 26. 
Sie diente den Beatles bei ihrer Aufnahme vom 18. Oktober 1964 als Vorlage für deren Cover, das auf dem Album Beatles for Sale erschien. Ihre Version berücksichtigte jedoch nicht die Urheberrechte für den von Richard komponierten Teil Hey-Hey-Hey-Hey. Als das nach Veröffentlichung der Beatles-Diskographie All Together Now im September 1976 dem das Urheberrecht verwaltenden Musikverlag Venice Music auffiel, einigte man sich auf schätzungsweise 30.000 US-Dollar Schadensersatzzahlung an Little Richard. Aufgrund seiner Co-Autorenschaft profitierte Little Richard damit nachträglich finanziell vom Verkaufserfolg der britischen Stars. Seitdem wird in den Tracklisten auf Beatles-Veröffentlichungen der Titel als Medley aus Kansas City und Hey-Hey-Hey-Hey bezeichnet.
Trini Lopez erreichte auf Reprise Records im November 1963 den 23. Platz der amerikanischen Popcharts. Im März 1967 folgte James Browns Version auf King Records mit einem 55. Platz in den Pop-Charts und einem 23. Platz in den R&B-Charts.
In Deutschland konnten sich Trini Lopez, Brenda Lee und die Beatles mit Kansas City in der Hitparade platzieren. Die Version der Beatles wurde in Großbritannien und den USA nicht als Single veröffentlicht, in Deutschland hingegen beim Lizenznehmer Odeon.
Die Datenbank Cover.Info listet im September 2023 208 Coverversionen des Titels auf, die BMI führt 34 Interpreten. Mike Stollers Sohn Peter listet auf der offiziellen Homepage der Songschreiber 352 bekannte Versionen des Stücks. Kansas City gehört damit zu den vielgecoverten Popsongs der Musikgeschichte.
Wilbert Harrisons Version wurde 2001 in die Grammy Hall of Fame aufgenommen. Am 25. August 2005 wurde der Song vom Stadtrat zum offiziellen Song von Kansas City (Missouri) gewählt. Die Rolling Stones, die den Song in ihrer Anfangszeit im Repertoire hatten, spielten ihn in ihrem Konzert 2015 in Kansas City (Missouri).
| Jahr | Interpret                 | Anmerkung                                       | US Pop | US R&B | GB | D  |
| ---- | ------------------------- | ----------------------------------------------- | ------ | ------ | -- | -- |
| 1952 | Little Willie Littlefield | als K. C. Loving                                | –      | –      | –  | –  |
| 1959 | Wilbert Harrison          |                                                 | 1      | 1      | –  | –  |
| 1959 | Rocky Olson               |                                                 | 60     | –      | –  | –  |
| 1959 | Hank Ballard              | mit den Midnighters                             | 72     | 16     | –  | –  |
| 1959 | Little Richard            |                                                 | –      | 95     | 26 | –  |
| 1963 | Trini Lopez               |                                                 | 23     | –      | 35 | 39 |
| 1964 | Brenda Lee                |                                                 | –      | –      | –  | 39 |
| 1965 | The Beatles               | auch Medley: a) Kansas City, b) Hey Hey Hey Hey | –      | –      | –  | 18 |
| 1967 | James Brown               |                                                 | 55     | 23     | –  | –  |